# 塞内加尔国民议会
塞内加尔国民议会（法語：Assemblée nationale du Sénégal）是塞内加尔的国家立法机关。塞内加尔国民议会实行一院制，由150名议员组成。每届议会任期5年。现任国民议会主席是Moustapha Niasse。
塞内加尔议会历史上曾两度实行两院制。2012年9月参议院废除后，塞内加尔议会重新成为一院制议会。